# Jacques Martin (hockey sur glace)
Pour les articles homonymes, voir Jacques Martin et Martin.
Jacques Martin (né le 1er octobre 1952 à Saint-Pascal Baylon, en Ontario au Canada) est un entraîneur professionnel canadien de hockey sur glace. Il est l'entraîneur-chef par intérim des Sénateurs d'Ottawa à partir du 18 décembre 2023 jusqu'en mai 2024, remplaçant D.J. Smith.

## Carrière

### Carrière de joueur
Martin n'a jamais joué dans la LNH mais il a évolué dans le championnat universitaire (NCAA) pour l'équipe de l'Université St. Lawrence en 1972 et pendant deux saisons. Il évoluait au poste de gardien de but mais ne jouait pas beaucoup.

### Débuts comme entraîneur
Dans les rangs junior, en 1983, il est entraîneur-adjoint chez les Petes de Peterborough de la Ligue de hockey de l'Ontario (LHO) avant de devenir deux ans plus tard l'entraîneur-chef des Platers de Guelph. En 1986, il mène l'équipe à la conquête de la Coupe Memorial et remporte le trophée Matt-Leyden du meilleur entraîneur de la ligue.
Martin passe alors à la Ligue nationale de hockey avec les Blues de Saint-Louis pour la saison 1986-1987. Il reste deux ans dans la franchise avant de se joindre pour deux nouvelles saisons aux Blackhawks de Chicago (entraîneur-adjoint), puis il prend la direction du Québec et se joint aux Nordiques de Québec pour assister Dave Chambers.
Quand la franchise déménage au Colorado pour devenir l'Avalanche, en 1996, il assiste Marc Crawford depuis un an déjà et, ensemble, ils remportent la Coupe Stanley.

### Comme entraîneur-chef à Ottawa
À la suite de cette belle saison, les Sénateurs d'Ottawa, jeune franchise qui tente toujours de s'imposer dans la LNH, fait appel à Martin pour remplacer Dave Allison. Sous sa direction, les Sénateurs remportent à trois reprises le championnat de la division Nord-Est et gagnent même le Trophée des présidents au terme de la 2002-2003.
Comme entraîneur-chef des Sénateurs, Jacques Martin est nommé à trois reprises pour le trophée Jack-Adams en tant que meilleur entraîneur de la ligue et le remporte en 1999, Ottawa finissant la saison régulière avec 103 points.
Malgré plusieurs brillantes saisons qui placent les Sens parmi les meilleurs aspirants à la Coupe Stanley, les joueurs de Jacques Martin n'ont pu accéder à la finale de la coupe Stanley. La saison 2003-2004 est catastrophique pour les Sénateurs, qui se qualifient de justesse, pour être éliminés en première ronde des séries. Martin est alors congédié par l'équipe.

### Avec la Floride
Le 26 mai 2004, il signe un contrat d'entraîneur-chef avec les Panthers de la Floride sous la direction de Mike Keenan. La saison 2004-2005 est annulée en raison d'un lock-out non résolu. Martin doit patienter jusqu'au 5 octobre 2005 pour diriger son premier match avec les Panthers. Son bilan pour la saison 2005-2006 est de 37-34-11 mais les Panthers ne se qualifient pas pour les séries éliminatoires. 
Le 3 septembre 2006, lorsque Keenan démissionne de son poste, Martin devient le nouveau directeur général de la franchise tout en demeurant entraîneur-chef. À l'issue de la saison 2006-2007, l'équipe rate les séries à nouveau avec son bilan de 35-31-16. La saison suivante ressemble aux deux saisons précédentes. Les Panthers ratent les séries pour une troisième année consécutive et affichent un bilan de 38-35-9. Martin embauche Peter DeBoer pour le remplacer dans le poste d'entraîneur-chef des Panthers. En tant que DG pour la saison 2008-2009, les Panthers améliorent leurs résultats avec une fiche de 41-30-11, cumulant 93 points. Par contre, la Floride rate encore une fois les séries éliminatoires. Le 16 mai 2009, Martin démissionne de son poste.

### Avec Montréal
Le 1er juin 2009, il devient le nouvel entraîneur-chef des Canadiens de Montréal, remplaçant ainsi Bob Gainey qui avait pris la place de Guy Carbonneau, congédié en fin de saison 2008-2009. Au terme de sa première saison avec Montréal, il réussit à mener son équipe en finale de l'est en éliminant Aleksandr Ovetchkine et les redoutables Capitals de Washington et Sidney Crosby et les champions en titres, les Penguins de Pittsburgh, alors qu'ils n'ont seulement confirmé leur place en série avec un point en perdant en prolongation au dernier match de la saison contre les Maple Leafs de Toronto. C'était la première fois qu'il atteignait la finale de conférence depuis la conquête de leur dernière Coupe Stanley en 1993. Il est congédié le 17 décembre 2011 à la suite d'un lent début de saison et une fiche avironnant les .500. Il est remplacé par Randy Cunneyworth.

### Avec Pittsburgh
Martin rejoint les Penguins de Pittsburgh le 9 août 2013 en tant qu'assistant-entraîneur de Dan Bylsma pour la saison 2013-2014. Au cours de cette première saison avec Pittsburg, il enregistre une fiche de 51-24-7, récoltant 109 points, alors que l'équipe finit à la première place de la Division Métropolitaine. Les Penguins défont les Blue Jackets de Columbus en six partie lors du premier tour des séries mais perdent au second contre les Rangers de New York en sept parties. Le 23 juillet 2014, les Penguin annoncent que Martin est promu conseiller senior des opérations hockey.

### Style d’entraîneur
Martin est considéré comme un entraîneur très défensif, aspect qu'il nuance en rappelant les bonnes statistiques offensives obtenues, sous sa direction, par les Sénateurs,.

## Statistiques
| Équipe                 | Année     | Saison régulière | Saison régulière | Saison régulière | Saison régulière | Saison régulière | Saison régulière | Saison régulière               | Séries éliminatoires | Séries éliminatoires | Séries éliminatoires | Séries éliminatoires                                          |
| Équipe                 | Année     | PJ               | V                | D                | N                | DP               | Pts              | Classement                     | V                    | D                    | V%                   | Résultat                                                      |
| ---------------------- | --------- | ---------------- | ---------------- | ---------------- | ---------------- | ---------------- | ---------------- | ------------------------------ | -------------------- | -------------------- | -------------------- | ------------------------------------------------------------- |
| Blues de Saint-Louis   | 1986–1987 | 80               | 32               | 33               | 15               | –                | 79               | 1er dans la Division Norris    | 2                    | 4                    | 33,3                 | Défaite au 1er tour des séries                                |
| Blues de Saint-Louis   | 1987–1988 | 80               | 34               | 38               | 8                | –                | 76               | 2e dans la Division Norris     | 5                    | 5                    | 50                   | Défaite au 2e tour des séries                                 |
| Sénateurs d'Ottawa     | 1995–1996 | 38               | 10               | 24               | 4                | –                | (41)             | 6e dans la Division Nord-Est   | 0                    | 0                    | –                    | Séries ratées                                                 |
| Sénateurs d'Ottawa     | 1996–1997 | 82               | 31               | 36               | 15               | –                | 77               | 3e dans la Division Nord-Est   | 3                    | 4                    | 42,9                 | Défaite au 1er tour des séries                                |
| Sénateurs d'Ottawa     | 1997–1998 | 82               | 34               | 33               | 15               | -                | 83               | 5e dans la Division Nord-Est   | 5                    | 6                    | 45,5                 | Défaite au 2e tour des séries                                 |
| Sénateurs d'Ottawa     | 1998–1999 | 82               | 44               | 23               | 15               | -                | 103              | 1er dans la Division Nord-Est  | 0                    | 4                    | 0                    | Défaite au 1er tour des séries                                |
| Sénateurs d'Ottawa     | 1999–2000 | 82               | 41               | 28               | 11               | 2                | 95               | 2e dans la Division Nord-Est   | 2                    | 4                    | 33,3                 | Défaite au 1er tour des séries                                |
| Sénateurs d'Ottawa     | 2000–2001 | 82               | 48               | 21               | 9                | 4                | 109              | 1er dans la division Nord-Est  | 0                    | 4                    | 0                    | Défaite au 1er tour des séries                                |
| Sénateurs d'Ottawa     | 2001–2002 | 80               | 38               | 26               | 9                | 7                | 94               | 3e dans la division Nord-Est   | 7                    | 5                    | 58,3                 | Défaite au 2e tour des séries                                 |
| Sénateurs d'Ottawa     | 2002–2003 | 82               | 52               | 21               | 8                | 1                | 113              | 1er dans la Division Nord-Est  | 11                   | 7                    | 61,1                 | Défaite en finale de Conférence                               |
| Sénateurs d'Ottawa     | 2003–2004 | 82               | 43               | 23               | 10               | 6                | 102              | 3e dans la division Nord-Est   | 3                    | 4                    | 42,9                 | Défaite au 1er tour des séries                                |
| Panthers de la Floride | 2005–2006 | 82               | 37               | 34               | –                | 11               | 85               | 4e dans la Division Sud-Est    | 0                    | 0                    | –                    | Séries ratées                                                 |
| Panthers de la Floride | 2006–2007 | 82               | 35               | 31               | –                | 16               | 86               | 4e dans la Division Sud-Est    | 0                    | 0                    | –                    | Séries ratées                                                 |
| Panthers de la Floride | 2007–2008 | 82               | 38               | 35               | –                | 9                | 85               | 3e dans la Division Sud-Est    | 0                    | 0                    | –                    | Séries ratées                                                 |
| Canadiens de Montréal  | 2009–2010 | 82               | 39               | 33               | –                | 10               | 88               | 4e dans la Division Nord-Est   | 9                    | 10                   | 47,4                 | Défaite en finale de Conférence                               |
| Canadiens de Montréal  | 2010–2011 | 82               | 44               | 30               | –                | 8                | 96               | 2e dans la Division Nord-Est   | 3                    | 4                    | 42,9                 | Défaite au 1er tour des séries                                |
| Canadiens de Montréal  | 2011-2012 | 32               | 13               | 12               | –                | 7                | 33               | 4e dans la Division Nord-Est   | 0                    | 0                    | -                    | Congédié le 17 décembre 2011, remplacé par Randy Cunneyworth. |
| Sénateurs d'Ottawa     | 2023-2024 | 56               | 26               | 26               | –                | 4                | -                | 7e dans la Division Atlantique | 0                    | 0                    | -                    | Embauché en cours de saison ; Séries ratées                   |
| Total                  | Total     | 1294             | 613              | 481              | 119              | 81               | -                | 4 victoires de championnat     | 50                   | 62                   | 44,6                 | 12 participations aux séries                                  |